# 天主教檀香山教區
天主教檀香山教區（拉丁語：Dioecesis Honoluluensis）是美國一個羅馬天主教教區。範圍包括夏威夷州和無建制的夏威夷群島。屬舊金山總教區。
2006年有教友239,000人、66個堂區、163名司鐸。現任主教為克萊倫斯·席爾瓦。
1825年教宗良十二世建立三明治群島監牧區，1833年劃歸東大洋洲代牧區。1827年來自法國的天主教教士進入檀香山。1941年1月25日升為教區。